# Canada Stream
Koordinaten: 77° 37′ S, 163° 3′ O
Der Canada Stream ist ein Schmelzwasserfluss im ostantarktischen Viktorialand. Im Taylor Valley fließt er vom Ende des Kanada-Gletschers in ostsüdöstlicher Richtung zum Fryxellsee.
Das New Zealand Antarctic Place-Names Committee benannte ihn 1983 nach dem Gletscher, aus dem er gespeist wird.